# Nuit sanglante de Zurich

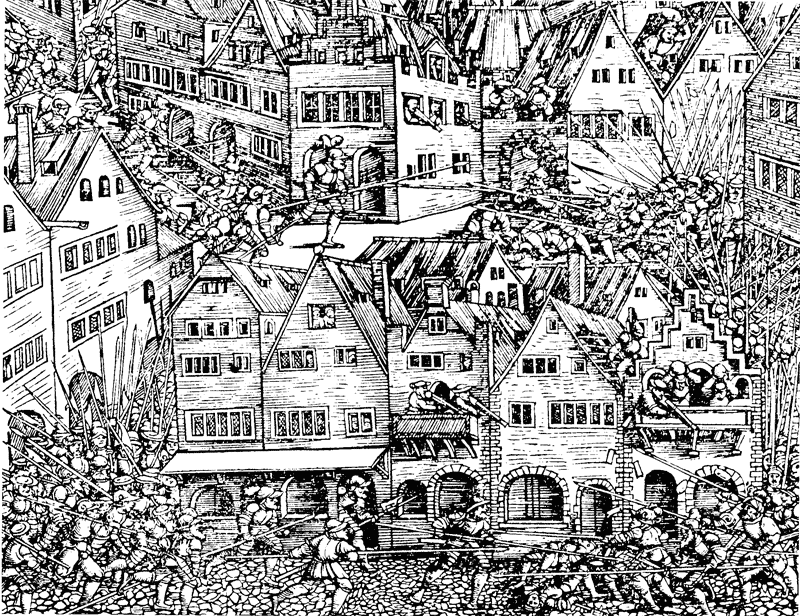
La nuit sanglante de Zurich vue par Johannes Stumpf dans sa chronique de 1458

La Nuit sanglante de Zurich (ou Nuit des meurtres de Zurich, en allemand Mordnacht) désigne une offensive menée par les Habsbourg et qui se déroula dans la nuit du 23 au 24 février 1350 à Zurich en Suisse. 

## Contexte du conflit
Cet évènement s'inscrit dans la guerre opposant la ville de Zurich aux Habsbourg qui débute en 1336 à la suite du bannissement de notables, de membres de guildes et de membres du Conseil de la ville de Zurich, forcés de l'exiler à Rapperswil alors en main de la famille Habsbourg-Laufenbourg. Les bannis y établissent un contre-pouvoir destiné à déstabiliser les autorités zurichoises. 

## Déroulement
Dans la nuit du 23 au 24 février 1350, Jean II de Habsbourg-Laufenbourg lance une action militaire afin de s'emparer de Zurich. Le déroulement exact de l'opération demeure à ce jour peu clair mais, d'après les chroniques, elle prend la forme de combats de rue avec une vingtaine de morts dans chaque camp. Les historiens supposent que le bourgmestre de Zurich, Rodolphe Brun, avait été mis au courant de l'attaque à venir et avait pu se préparer[réf. nécessaire]. Repoussés notamment par la corporation des bouchers, une partie des assaillants furent capturés, les autres se replièrent. Parmi les prisonniers figuraient Jean II de Habsbourg-Laufenbourg qui passa les deux années suivantes en captivité dans la tour de Wellenberg (de).
Afin d'éviter de nouvelles attaques et des tentatives de libération de Jean II, le bourgmestre Brun décide de détruire Altendorf en mars 1350 puis de ravager la ville de Rapperswil. Zurich conclut un pacte en 1351 avec les confédérés des Waldstätten pour éviter un encerclement de la cité par des territoires habsbourgeois. La maison de Habsbourg lança une nouvelle offensive contre Zurich en septembre 1351. La paix fut signée à la fin 1351 au travers de la « Brandenburger Frieden » et Rapperswil revint en main du duc Albert II de Habsbourg, avec pour conséquence un affaiblissement de l'alliance Zurich-Waldstätten, ces derniers n'acceptant pas les différents pactes avec les Habsbourg. En 1355, un autre traité de paix, la « Regensburger Frieden » fut signée par Zurich afin de confirmer le traité de 1351. 
Le chaos engendré par ce conflit avait permis aux Habsbourg de profiter de la situation et d'imposer leur domination sur le nord-est de la Suisse.

## Sources
« Conjurations » dans le Dictionnaire historique de la Suisse en ligne.